# نيتيكونازول
نيتيكونازول Neticonazole هو دواء ذو اسم دولي غير مسجل الملكية مضاد فطري من مشتقات الإيميدازول يستخدم لعلاج إصابات الجلد الفطرية.
يباع كمرهم موضعي في اليابان فقط.